# Amateurliga Südwest
La Amateurliga Südwest fue la liga de fútbol más importante de la región norte del estado de Renania-Palatinado y era también parte de la tercera división de fútbol de Alemania desde su fundación en 1952 hasta su desaparición en 1978.

## Historia
La liga fue creada en 1952 y organizada por la Asociación de Fútbol de Renania-Palatinado y en ella participaban los equipos de la parte norte del estado de Renania-Palatinado.
El campeón no lograba el ascenso directo a la 2. Oberliga Süd sino que enfrentaba a los ganadores de la Amateurliga Rheinland y la Amateurliga Saarland en un playoff para definir a un equipo ascendido.
La liga fue desaparecida en 1978 luego de la creación de la Oberliga Südwest, la cual sí otorgaba el ascenso directo a la 2. Bundesliga Süd al equipo campeón, por lo que los equipos serían distribuidos en el nuevo sistema de ligas según su participación en la temporada de 1977/78, en la que los primeros cinco lugares lograban el ascenso a la nueva Oberliga Südwest, los siguientes 11 equipos era incluidos en la también nueva Versbandsliga, mientras que los últimos cuatro equipos de la clasificación pasarían a la Bezirksliga.

## Equipos Fundadores
Estos fueron los 16 equipos que formaron parte de la temporada inaugural en 1952/53:
| - BSC Oppau - VfR Friesenheim - FSV Schifferstadt - Phönix Bellheim - SV Alsenborn - TuS Hochspeyer - SpVgg Idar - Palatia Böhl | - SC Oberstein 08 - SC West-Kaiserslautern - SpVgg Ingelheim - SV Gonsenheim - Fontania Finthen - FC Sobernheim - SG Waldfischbach - SV Mundenheim |

## Desaparición de la Liga
Así fueron distribuidos los equipos tras su participación en la temporada de 1977/78:
Admitidos en la nueva Oberliga:
- FSV Mainz 05
- Hassia Bingen
- Eintracht Kreuznach
- Südwest Ludwigshafen
- 1. FC Kaiserslautern II

Descendidos a la nueva Verbandsliga:
- FK Clausen
- VfR Kirn
- Ludwigshafener SC
- FC Rodalben
- Viktoria Herxheim
- SG Pirmasens
- TuS Landstuhl
- VfR Frankenthal
- Gummi-Mayer Landau
- 1. FC Haßloch
- VfR Baumholder

Descendidos a la Bezirksliga:
- ASV Idar-Oberstein
- SV Guntersblum
- SV Worms-Horchheim
- FC Sobernheim

## Ediciones anteriores
| Temporada | Club                    |
| 1952–53   | BSC Oppau               |
| 1953–54   | SpVgg Weisenau          |
| 1954–55   | FC Sobernheim           |
| 1955–56   | Normannia Pfiffigheim   |
| 1956–57   | Hassia Bingen           |
| 1957–58   | SC Ludwigshafen         |
| 1958–59   | Hassia Bingen           |
| 1959–60   | 1. FC Kaiserslautern II |
| 1960–61   | FC Sobernheim           |
| 1961–62   | Phönix Bellheim         |
| 1962–63   | ASV Landau              |
| 1963–64   | Eintracht Kreuznach     |
| 1964–65   | SV Alsenborn            |
| 1965–66   | VfR Kaiserslautern      |
| 1966–67   | SC Ludwigshafen         |
| 1967–68   | 1. FC Kaiserslautern II |
| 1968–69   | ASV Landau              |
| 1969–70   | VfR Frankenthal         |
| 1970–71   | Phönix Bellheim         |
| 1971–72   | Eintracht Kreuznach     |
| 1972–73   | Eintracht Kreuznach     |
| 1973–74   | FK Clausen              |
| 1974–75   | Eintracht Kreuznach     |
| 1975–76   | VfR Wormatia Worms      |
| 1976–77   | VfR Wormatia Worms      |
| 1977–78   | FSV Mainz 05            |

|}
Fuente:«Verbandsliga Südwest». Das deutsche Fussball–Archiv. Archivado desde el original el 7-3-2008. Consultado el 19 de marzo de 2008.
- En negrita los equipos que ganaron el ascenso.
- En 1960 el FSV Schifferstadt ascendió como subcampeón debido a que el 1. Kaiserslautern II era inelegible para el ascenso. Por esa misma razón, el FV Speyer ascendió en 1968.